# أليكسي شيبانوف
أليكسي شيبانوف (بالروسية: Шебанов, Алексей Олегович)‏ هو لاعب كرة قدم روسي في مركز الوسط، ولد في 1 يونيو 1993 في Surskoye ‏ في روسيا. لعب مع موردوفيا سارانسك ونادي ساتورن رامنسكوي.

## وصلات خارجية
- أليكسي شيبانوف على موقع قاعدة بيانات كرة القدم.إي يو (الإنجليزية)
- أليكسي شيبانوف على موقع Soccerway.com (الإنجليزية)